# Guaraní (folk)
|  | For andre betydninger, se Guaraní |
Guaraní en en gruppe af kulturelt forbundne oprindelige folkeslag i Sydamerika. De er kendetegnet ved brugen af sproget guaraní. De fleste guaraní er bosat i Paraguay mellem floden Río Uruguay og det nedre løb af Río Paraguay, i den argentinske provinsMisiones, i det sydlige Brasilien og i dele af Uruguay og Bolivia.
Det anslås, at der i dag lever omkring 5 millioner Guaraní.

## Galleri
- Keramik fremstillet af guaraníer
- Keramik fremstillet af guaraníer
- Moderne guaraníer i Paraguay, 2012